# 龐越
7°45′0″S 113°13′0″E / 7.75000°S 113.21667°E
龐越市是印度尼西亞南部爪哇島東部東爪哇省下轄的一個城市，距離首府泗水約100公里，面積25.24平方公里，2003年人口約200,000人，人口密度為每平方公里7,924人。